# 惡魔與九個地獄
《Nico and the Niners》是美国音乐组合二十一名飞行员创作和录制的一首歌曲。该曲于 2018 年 7 月 11 日发行，是第五张录音室专辑《Trench》的第二首主打单曲，与《Jumpsuit》同一天发出。这首歌在美国公告牌百强单曲榜上最高排名第79位。

## 音乐
《Nico and the Niners》是一首雷鬼、说唱、摇滚和迷幻歌曲，时长三分四十七秒。它包含一段说唱段落、一些反向播放的人声片段以及一个反向播放的鼓点片段。此外，还有一些部分在人声片段上使用了声码器效果。这是乐队在《Trench》专辑第一首制作完成的歌曲。这首歌以A小調演奏，每分钟140拍。

## 音乐录影带
《Nico and the Niners》的音乐录影带于2018年7月26日发布。该影片由安德鲁·多诺霍执导，在乌克兰哈爾科夫和基輔拍摄。影片延续了上支单曲《Jumpsuit》影片的故事。
影片中，泰勒·约瑟夫背着背包在灰蒙蒙的德马城广场上与鼓手乔什·邓会面并握手。他们随后加入了一群挥舞火把的反叛团体（称为“匪帮”）。影片不时穿插身穿红帽长袍的“主教”的片段。在影片的最后，两个孩子发现了一名匪帮成员遗留下的着装，而德马的主教们向他们走来。

## 商业表现
《Nico and the Niners》首周在Bubbling Under Hot 100榜外单曲榜上排名第 6，在热门摇滚歌曲榜上排名第 9，售出 19,000 张。这首歌在告示牌百大單曲榜排行榜上最高排名第 79 位，在热门摇滚歌曲排行榜上最高排名第 7 位。这首歌还在英國單曲排行榜上排名第 88 位。

## 曲目列表
| 数字下载 / 流式播放 | 数字下载 / 流式播放 | 数字下载 / 流式播放 |
| 曲序                | 曲目                | 时长                |
| ------------------- | ------------------- | ------------------- |
| 1.                  | Jumpsuit            | 3:58                |
| 2.                  | Nico and the Niners | 3:47                |

## 人员
- 泰勒·约瑟夫– 主唱、键盘、贝斯、合成器、吉他、编程、尤克里里、制作、歌曲创作
- 乔什·邓 (Josh Dun) – 鼓、打击乐、和声
- 亚当·霍金斯– 混音

## 排行榜
| 榜单 (2018)                                 | 最高排位 |
| ------------------------------------------- | -------- |
| 捷克（百強數位單曲榜）                      | 45       |
| 法国（法國唱片出版業公會單曲榜）            | 158      |
| Greece International Digital Singles (IFPI) | 46       |
| 匈牙利（四十強單曲榜）                      | 24       |
| 匈牙利（四十強串流榜）                      | 36       |
| New Zealand Hot Singles (RMNZ)              | 7        |
| 斯洛伐克（百強數位單曲榜）                  | 31       |
| 英國（官方榜单公司單曲榜）                  | 88       |
| 美国（《告示牌》百大單曲榜）                | 79       |
| 美國（《告示牌》Hot Rock Songs）            | 7        |

| 榜单 (2018)                    | 排位 |
| ------------------------------ | ---- |
| 美国（《告示牌》热门摇滚歌曲） | 21   |

## 认证
| 地區                       | 认证 | 认证单位/销量 |
| -------------------------- | ---- | ------------- |
| 波兰（波蘭音像製造商協會） | 金   | 10,000‡       |
| 美国（美國唱片業協會）     | 金   | 500,000‡      |
| ‡僅含認證的+實際銷量       |      |               |